# Urechis caupo
Urechis caupo (лат.) — вид морских червей из подкласса эхиурид. В европейских языках (в том числе английском и русском) не существует общепринятого названия данного вида, за исключением латинского. В англоязычных странах это животное имеет неофициальные названия: «сосиска», «рыба-пенис» (из-за своеобразной формы) и «(толстый) червь-трактирщик» (потому что в своих норах часто соседствует с другими животными). Такими же прозвищами награждён другой, очень схожий, вид — Urechis unicinctus.

## Описание
Пухлый, несегментированный, цилиндрический розовый червь, достигающий длины 20-25 см (в редких случаях до 50 см). На вентральной поверхности на переднем конце имеется пара щетинок, а на заднем конце — характерное кольцо из 10-11 щетинок вокруг ануса. Хоботок короткий. Детритофаг.
Роет U-образные норы на дне глубиной 10-45 см, питается планктоном, используя слизистую сеть. При кормлении прижимает кольцо желёз в передней части хоботка к стенке норы и выделяет слизь, которая прилипает к ней. Червь продолжает выделять слизь, двигаясь назад в норе, создавая таким образом слизистую сеть. Червь втягивает воду через свою нору перистальтическими сокращениями тела, и когда частицы пищи проходят через сетку, они прилипают к ней. Когда собрано достаточно пищи, червь продвигается вперёд в своей норе и проглатывает сеть и запутавшуюся в ней пищу. В области с большим количеством детрита этот процесс может быть завершён всего за несколько минут. Фекальные гранулы скапливаются вокруг заднего прохода червя, и периодически он резко сжимает своё тело, чтобы произвести поток воды из заднего прохода, который выбрасывает гранулы и рыхлый осадок из ануса.
Крупные частицы пищи червь отбрасывает в сторону, оставляя в своей норе, и их поедают животные-комменсалы: двустворки Cryptomya californica, крабы Pinnotheres pisum, многощетинковые черви из семейства Polynoidae и креветки. Рыба Clevelandia ios использует вход в нору червя, чтобы спастись от опасности, но не питается внутри неё.
Червь двуполый, оплодотворение является внешним. Яйцеклетки розоватые или желтоватые, а сперматозоиды белые, высвобождающиеся в воду через пару модифицированных нефридиев. Личинки находятся в планктонном состоянии около шестидесяти дней, прежде чем осесть на дно. Срок жизни — до 25 лет.

## Распространение
Обитает на мелководье вдоль западного побережья Северной Америки от южного Орегона (США) до северной Нижней Калифорнии (Мексика). После штормов, массово разрушающих их норы, могут в больших количествах выбрасываться волнами на пляжи.